# Caen
Caen [kã] is een stad in de Franse regio Normandië, de hoofdstad van de voormalige regio Basse-Normandie en  prefectuur van het departement Calvados. De stad ligt 15 kilometer landinwaarts vanaf Het Kanaal en wordt doorsneden door de rivier de Orne. Caen telde 108.398 inwoners op 1 januari 2022 en de agglomeratie van Caen telt 385.482 inwoners. Daarmee is het de tweede stad van Normandië na Le Havre en het derde stedelijk gebied na Rouen en Le Havre. De inwoners worden naast de Caennais (/Kanè/ of /Kané/) ook de Caennaises (/kanèz/) genoemd. Caen ligt op enkele uren rijden van Parijs, op luttele afstand van de Normandische Parelmoerkust (Côte de Nacre), vlak bij de stranden van Operatie Overlord en mondaine badplaatsen zoals Deauville en Cabourg van de Bloemenkust (Côte Fleurie). Via de ferrylijn Caen-Portsmouth sluit de stad aan bij het zuiden van Engeland. Caen draagt de bijnaam de stad met honderd klokken.

## Naamgeving en toponymie
De stadsnaam heeft een Gallische herkomst en bestaat uit de woorden catu ('strijd') en magos ('veld'). De naam Catumagos verwijst dus naar een slagveld.

## Geschiedenis

### Oudheid
Na de Romeinse overheersing bestond er reeds een nederzetting die de naam Gadomus droeg. In de Gallo-Romeinse periode was er een dorpskern rond de huidige Abbaye aux Hommes (mannenabdij) met een kerk gewijd aan Saint-Martin.

### Middeleeuwen
De streek rond Gadomus werd aan het eind van de 10e en het begin van de 11e eeuw verschillende keren geteisterd door invallen van Vikingen. Het was pas onder Willem de Bastaard, de latere Willem de Veroveraar, dat de rust weerkeerde. De hertog liet op de heuvels vlak buiten de nederzetting een citadel bouwen die uitkeek over het dorp en de rivier de Orne. Daarnaast stichtte hij ook rond 1060 de Abbaye aux Hommes en haar abdijkerk toegewijd aan de heilige Stefanus (Frans: Saint-Étienne). Zijn gemalin Mathilde gaf in dezelfde periode de opdracht om een Abbaye aux Dames te bouwen met de abdijkerk toegewijd aan de Drie-eenheid (Frans: Trinité). Daarnaast gaf hij ook opdracht om stenen omwallingen te construeren. In 1083 werd Mathilde van Vlaanderen begraven in de Abbaye aux Dames. Vier jaar later werd het lichaam van Willem de Veroveraar bijgezet in de kerk van de abbaye aux Hommes. In 1204 werd het hertogdom Normandië toegevoegd aan de Franse kroon onder Filips II Augustus.

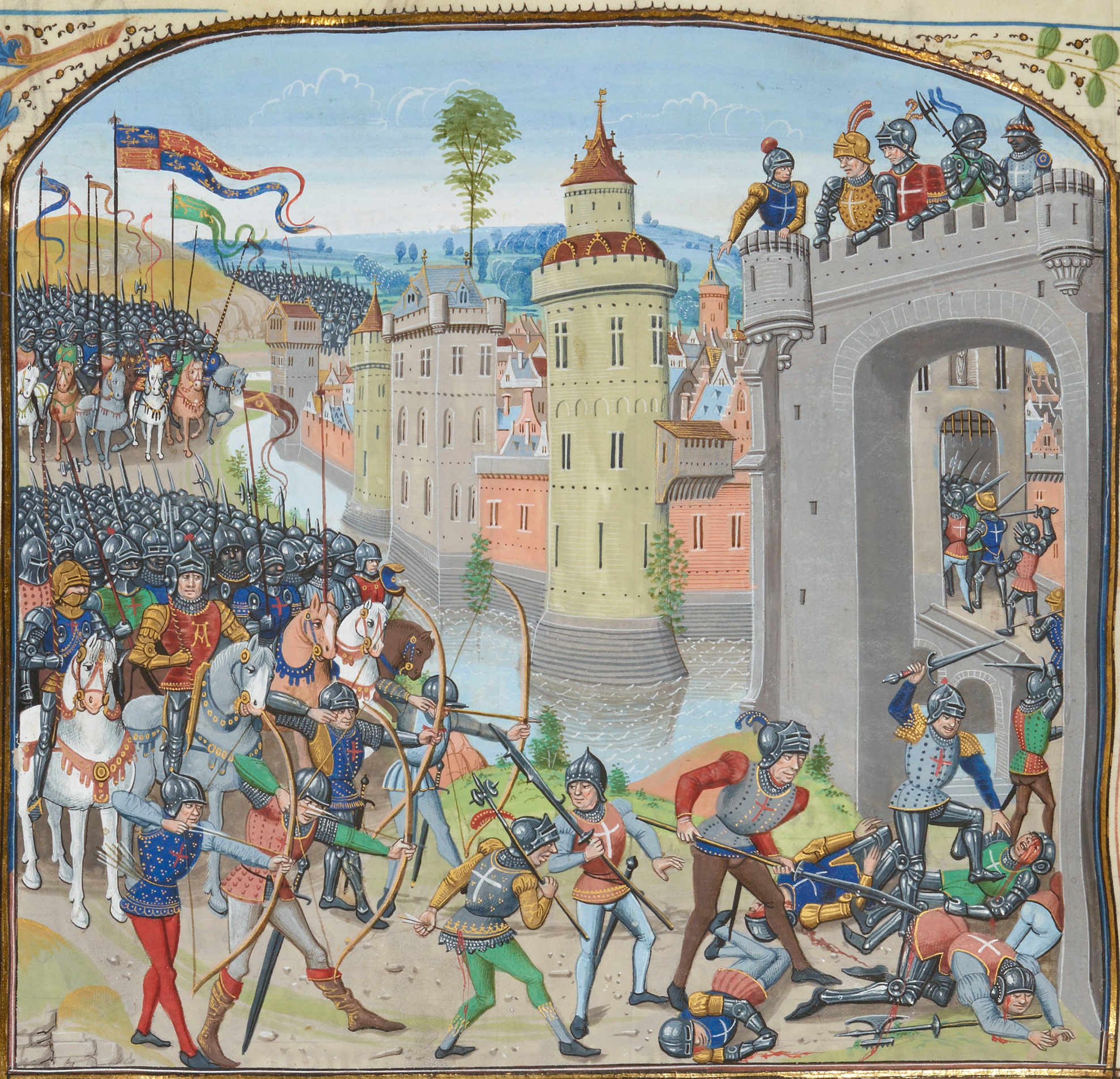
Het beleg van Caen in 1346.

Bijna 600 jaar voor de verwoestingen door de Tweede Wereldoorlog werd de stad vergelijkbaar verwoest door toedoen van Eduard III van Engeland in 1346. De stad was toentertijd de rijkste van de regio en koning Eduard wilde het met zijn leger plunderen. Op 26 juli 1346 werd de stad belegerd en geplunderd na het beleg van Caen waarbij 3000 burgers omkwamen en een groot deel van de commerciële wijk werd verwoest. Alleen het kasteel van Caen weerstond de belegering, ondanks pogingen om dit ook te belegeren. Na een paar dagen vertrokken de Engelsen naar het oosten, waar ze de Slag bij Crécy uitvochten.

### Vroegmoderne tijd
Al in 1522 vonden de ideeën van Luther ingang in Caen. Rond 1600 werden in de generaliteit Caen ongeveer 10.000 protestanten geteld. In het kader van het Edict van Nantes (1598) kregen de protestanten van Caen in 1612 een eigen kerk. Deze werd wel buiten de stadsmuren gebouwd. De kerk werd afgebroken na het Edict van Fontainebleau (1685) dat de geloofsrechten van de protestanten introk.

### Tweede Wereldoorlog
Gedurende de Slag om Normandië tijdens de Tweede Wereldoorlog werd Caen begin juli 1944 door vooral het British I Corps bevrijd, een maand na de landingen in Normandië. Britse en Canadese troepen wilden de stad al eerder, op D-Day innemen, maar werden tot 9 juli opgehouden. Toen werd de stad hevig gebombardeerd gedurende Operatie Charnwood, waarbij een groot deel van de stad werd verwoest, maar bood de geallieerden wel de kans om de westelijk gelegen wijken in te nemen. Tijdens de slag vluchtten veel burgers in de Abbaye aux Hommes, gebouwd door Willem de Veroveraar, 800 jaar daarvoor.

### Na de oorlog
De periode na de oorlog bestond vooral uit de heropbouw van de stad en de universiteitscampus. Doordat veel historische gebouwen en de universiteitscampus werden verwoest tijdens de oorlog, straalt de stad volgens sommigen niet meer het traditionele Normandiëgevoel uit dat steden als Honfleur, Rouen, Cabourg, Deauville en Bayeux wel hebben.

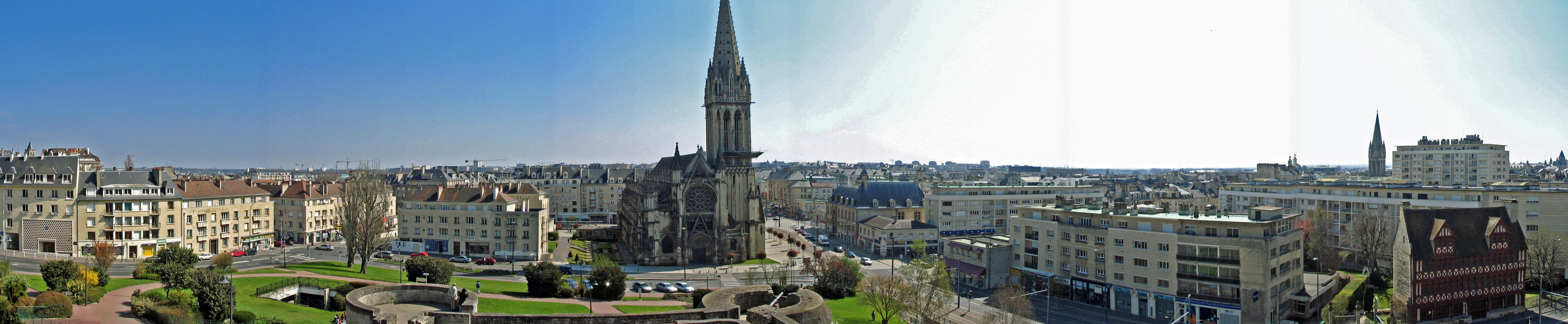
Gezicht over Caen met in het midden de Église Saint-Pierre (Foto genomen vanaf Château de Caen april 2007)

## Verkeer en vervoer
Er was een historisch tramnet tussen 1901 en 1937.
Caen heeft sinds 2019 opnieuw een tramnetwerk, de tram van Caen. Het is de opvolger van de bandentram van Caen, tussen 2002 en 2017 een net van geleide bussen door de stad.
Station Caen wordt bediend door de regionale treinen van Nomad Train naar de vier windrichtingen. Met name naar Parijs zijn deze treinen frequent.
In de gemeente ligt ook het gesloten spoorwegstation Caen Saint-Martin.
Zes kilometer ten westen ligt de luchthaven Caen-Carpiquet met twee landingsbanen.

## Demografie
Onderstaande figuur toont het verloop van het inwonertal (bron: INSEE-tellingen).
Vanwege een beveiligingsprobleem met de MediaWiki Graph-software is het momenteel niet mogelijk deze grafiek weer te geven. Zodra de software is bijgewerkt zal de grafiek vanzelf weer zichtbaar worden.

## Geografie
De oppervlakte van Caen bedroeg op 1 januari 2022 25,7 vierkante kilometer; de bevolkingsdichtheid was toen 4.217,8 inwoners per km².
De onderstaande kaart toont de ligging van Caen met de belangrijkste infrastructuur en aangrenzende gemeenten.

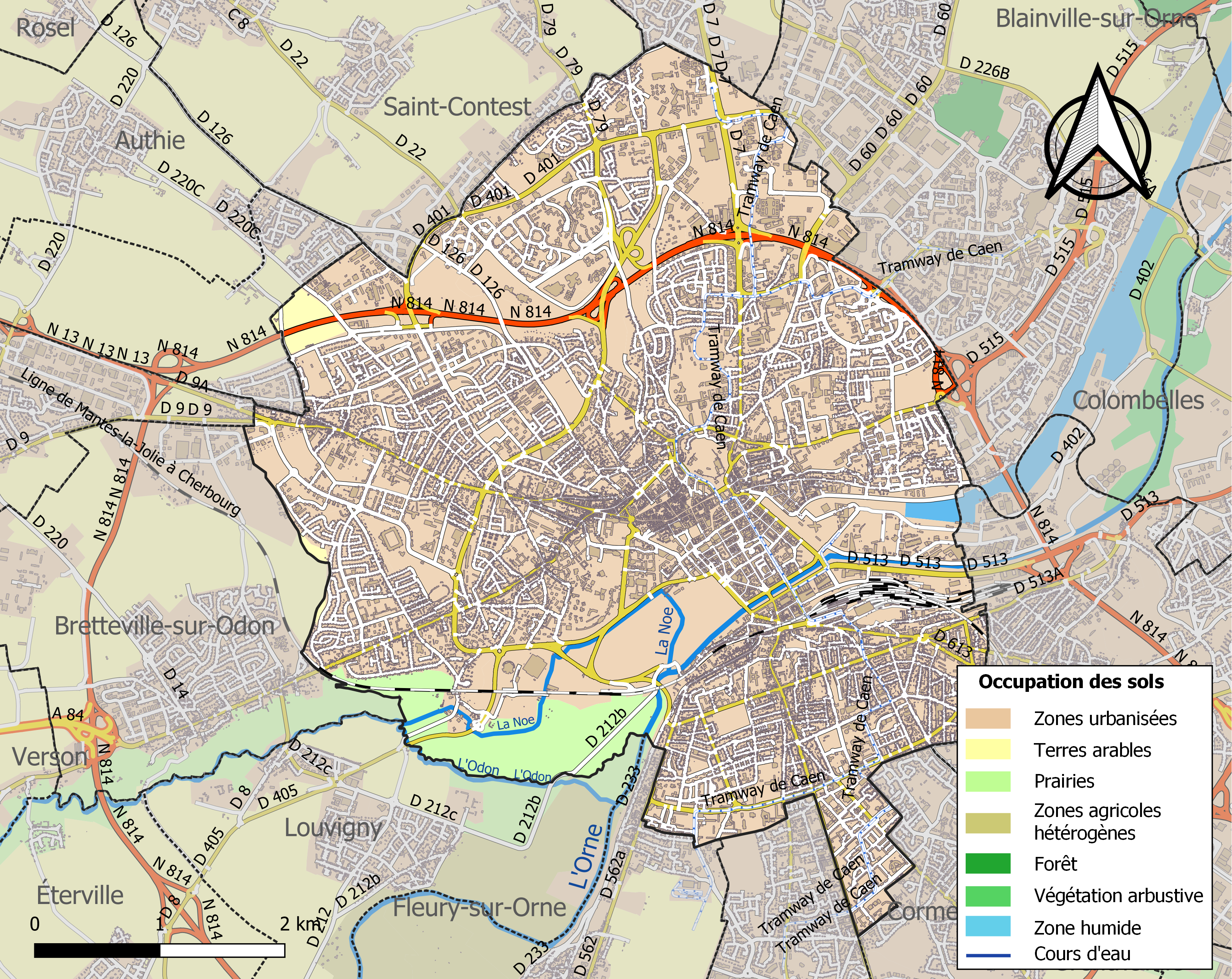

## Opleiding
- École de management de Normandie

## Toerisme en bezienswaardigheden

### Erfgoed

#### Civiel
- Kasteel

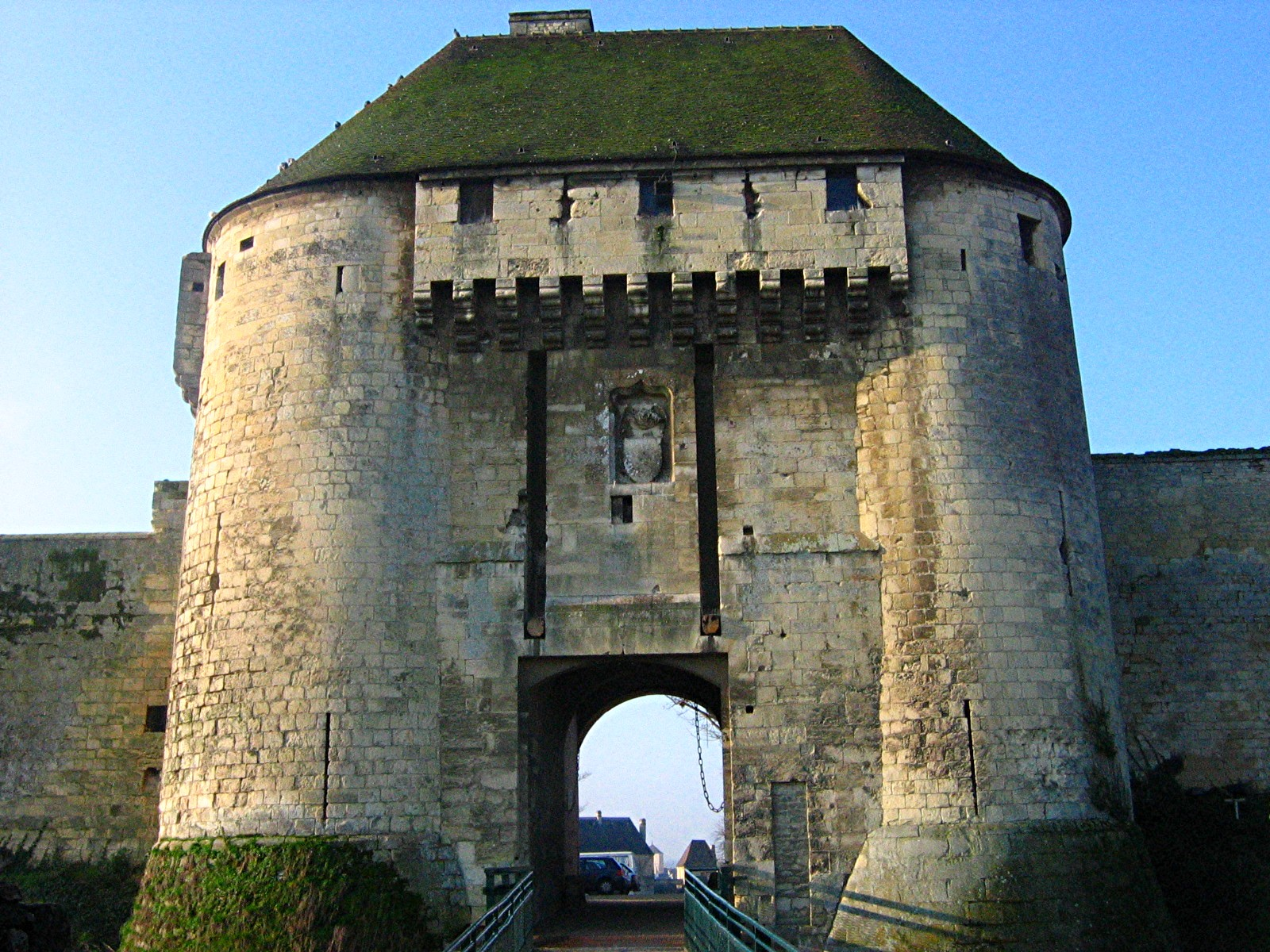
Poort van Château de Caen

Het kasteel van Caen is een indrukwekkende citadel met als kern de oorspronkelijke donjon die door Willem de Veroveraar in 1060 werd gebouwd. Door de eeuwen heen groeide dit kasteel door toevoeging van diverse omwallingen en gebouwen uit tot een heuse vesting. De Honderdjarige Oorlog, de Franse Revolutie en de Tweede Wereldoorlog hebben het geheel vrijwel intact gelaten. Binnen de muren van dit vijf hectare grote bolwerk zijn ook nog het Musée des Beaux-Arts, de Salle d'Échiquier en het Musée de Normandie te vinden. Verder zijn de overblijfselen te zien van de romaanse kerk Saint-Georges en de voormalige hertogelijke verblijven. Vanuit deze versterking heeft men een prachtig panoramisch zicht over de stad.
- La Salle d'Échiquier

Wat dit gebouw bijzonder maakt is dat het een van de zeldzame voorbeelden is van de niet-religieuze romaanse bouwkunst uit de Anglo-Normandische periode. In dit stenen gebouw uit de 12e eeuw met één grote zaal hield het gerechtshof van de hertogen van Normandië zitting.
- Maison des Quatrans

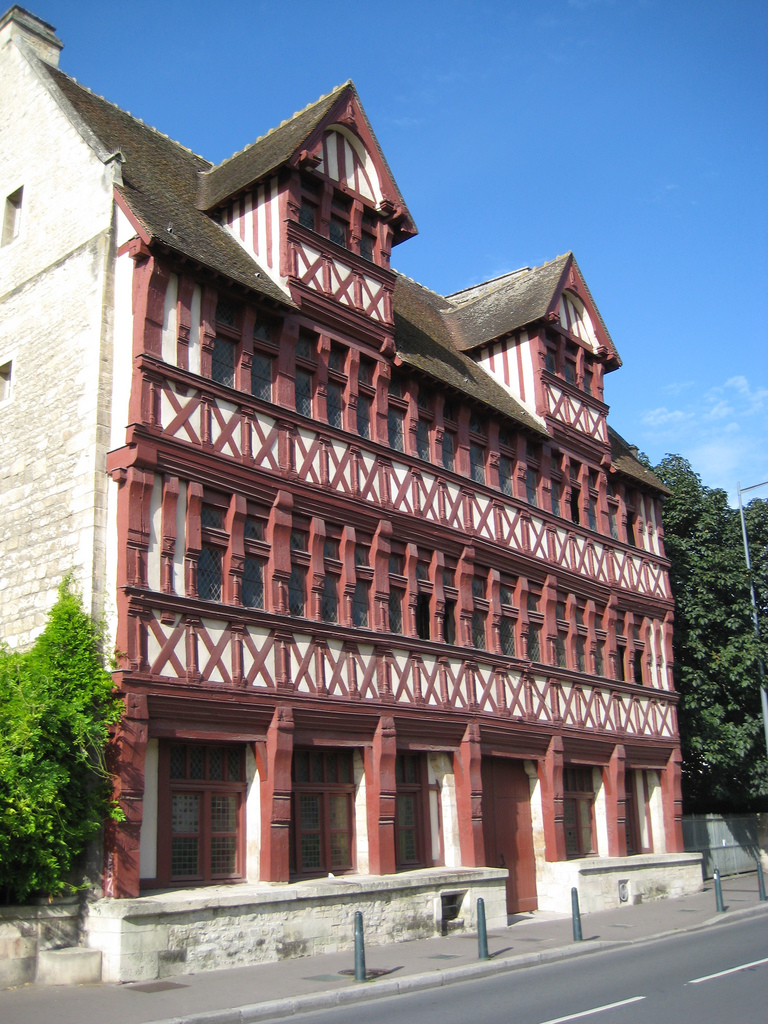
Maison des Quatrans

Als enige overlever van de bombardementen staat dit vakwerkhuis uit het begin van de 14e eeuw aan de voet van de citadel van Caen. De houten voorgevel in rood-witte grondkleuren is geklasseerd als historisch monument.
- Place Saint-Sauveur

Op deze plaats stond in de middeleeuwen de schandpaal. Met het Hotel Fouet en het Hotel Cantet-de-Condé zijn er twee statige 18e-eeuwse herenhuizen te zien op het plein. Sinds de 11e eeuw wordt er elke vrijdagmorgen een wekelijkse markt gehouden.
- Place Malherbe

Op dit plein bevindt zich het geboortehuis van de Franse dichter François de Malherbe (1555).
- Place Saint-Martin

Op dit plein vlak bij de Saint-Étienne staat een beeld van de beruchte Bertrand du Guesclin, een Franse legeraanvoerder die actief was tijdens de Honderdjarige Oorlog.
- Het belle-époquekwartier

Rond het voormalige stationskwartier van Saint-Martin werden tussen 1880 en 1910 verschillende art-nouveauhuizen opgetrokken waarvan een groot deel nog in oorspronkelijke staat bewaard is.
- Hôtel d'Escoville

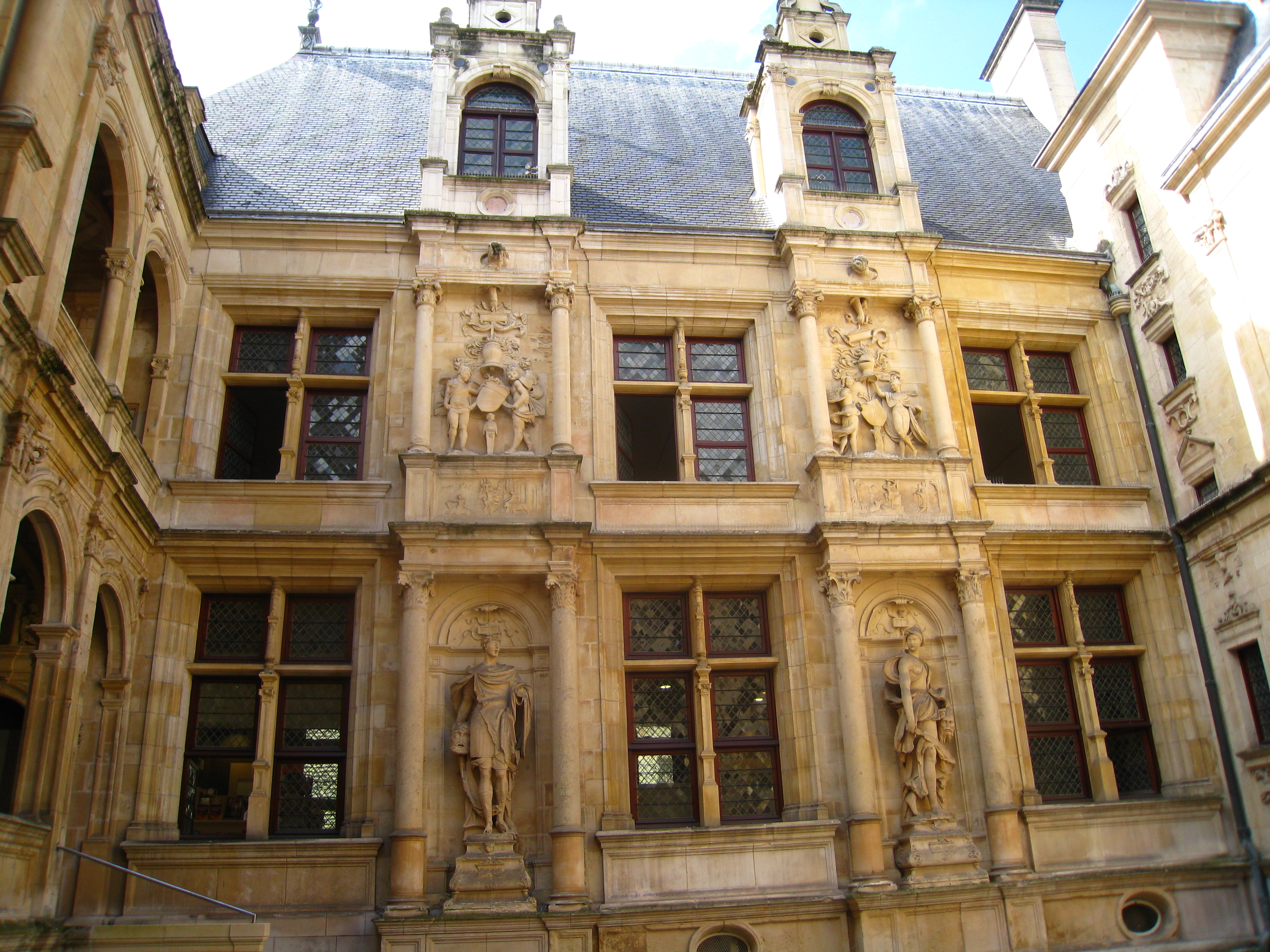
Voormalig stadhuis van Caen, het Hôtel d'Escoville

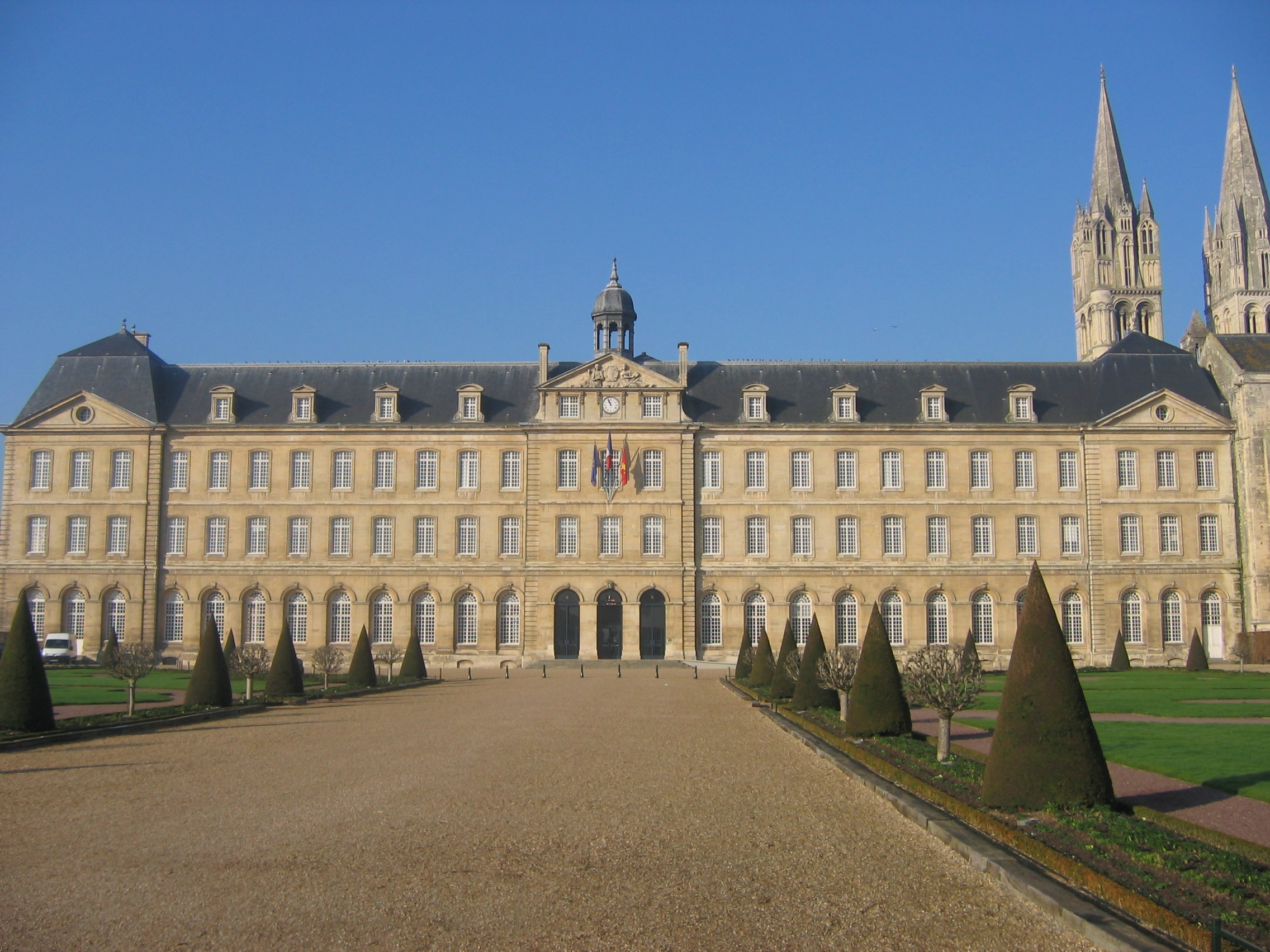
Stadhuis van Caen

Het statige huis waar het bureau van toerisme huist, hoorde vroeger toe aan de adellijke koopmansfamilie d'Escoville. Het gebouw werd opgetrokken in de eerste helft van de 16e eeuw. Het is een van de best bewaarde voorbeelden van renaissancebouwkunst in Normandië. Opmerkelijk zijn de beelden uit de Griekse mythologie en het Oude Testament. Na de vernielingen in de stad tijdens de Tweede Wereldoorlog is het gebouw vrijwel geheel in zijn oorspronkelijke staat hersteld.
- Hôtel de Than

Dit herenhuis dateert uit de tweede helft van de 15e eeuw en werd gebouwd in opdracht van de heren van Than. De architectuur vormt een overgang tussen de vroegrenaissance en de flamboyante laatgotische stijl. Aan de voorgevel zijn er versieringen met krullen en bas-reliëfs. Na de slag om Caen ging het gebouw bijna helemaal in vlammen op. Enkel het hoofdgebouw werd grondig gerestaureerd.
- Bassin Saint-Pierre

In het centrum van de stad is het Bassin Saint-Pierre, een van de vijf havenbekkens. Dit havenbekken leidt naar een kanaal dat Caen met de kustplaats Ouistreham en de zee verbindt. Het havenbekken is de ankerplaats voor de vele plezierboten en zeiljachten in Caen.
- Rue Froide

Deze kleine voetgangersstraat is een van de oudste en best bewaarde van Caen; ze is gespaard gebleven bij de bombardementen van juli 1944. Het was in de 17e eeuw de straat van de drukkers. Men kan er vakwerkhuizen uit de 17e eeuw zien en ook mooie stenen gevels uit de 18e eeuw.
- Rue Écuyère

Bijzonder aan deze straat met vakwerkhuizen is de 15e-eeuwse particuliere woning Hôtel d'Écuyère.
- Rue Saint-Pierre

Ook een goed bewaarde straat uit de middeleeuwen met diverse vakwerkhuizen uit de 16e eeuw. Deze renaissancehuizen hebben spitsgevels en gotische versieringen.

#### Religieus
- Église du Vieux Saint-Sauveur

De dwarsbeuken en de toren van deze kerk zijn nog in de originele romaanse stijl en dateren uit de 11e eeuw. Na de verwoestende bombardementen van de Tweede Wereldoorlog is deze kerk ook helemaal gerestaureerd. Rond het koor dat in renaissancestijl is ontworpen liggen nu plaveisels in de oorspronkelijke grondkleur. Het schip is gebouwd in de gotisch flamboyante stijl.
- Ėglise Notre-Dame-de-Froide-Rue

De oorspronkelijke romaanse kerk uit de 7e eeuw heeft geen zichtbare sporen nagelaten. Bij de inwoners van Caen staat de kerk beter bekend als de Saint-Sauveur. Op dezelfde plaats werd tussen de 14e en de 16e eeuw een nieuwe kerk opgetrokken in gotische stijl. Aan de kant van de Rue Froide is er een mooi portaal, in de 15e-eeuwse gotisch flamboyante stijl. De twee beuken in de kerk zelf lijken in elkaar over te gaan zonder een werkelijke scheiding. Beide laten ze hun houten tongewelven in de vorm van omgekeerde boten zien. In de kerk staat er ook een eigenaardige trap in spiraalvorm die echter nergens naartoe leidt.
- Ėglise Saint-Jean

Deze kerk is gebouwd in de flamboyant gotische stijl van de 15e eeuw. De kerk werd grondig aangepast in de tweede helft van de 15e eeuw. Het schip heeft bewerkte muren in renaissancestijl en een rijkelijk versierde lantaarntoren. In de doopkapel hangt een vermolmd en verweerd Christusbeeld dat na de bombardementen uit het puin van de kapel gered is. Het beeld is voor de inwoners van Caen een symbool van hun lijden en de verwoestingen van de Tweede Wereldoorlog. De Saint-Jean staat in de volksmond ook bekend als de "scheve kerk". Binnen in het kerkelijke gebouw kan men zien dat de geometrische verhoudingen niet overal kloppen. Na de hevige bombardementen is deze situatie niet verbeterd. Zelfs na de vervanging van de fundering die bestond uit houten heipalen door een structuur uit beton blijkt de kerk nog instabieler.
- Église Saint-Julien

Archeologisch onderzoek dateert de oorsprong van deze kerk ergens in de 8e eeuw op de plaats waar in de 6e eeuw een Romeinse nederzetting was. De eerste vermelding van deze parochie en haar kerk is te lezen in een charter uit 1150. De kerk zelf werd verschillende keren heropgebouwd, onder meer na vernielingen tijdens de Honderdjarige Oorlog. Onherstelbare schade viel de kerk ten deel na een allesverwoestend bombardement op 7 juli 1944. Op dezelfde plaats werd in 1963 een volledig nieuwe kerk geconstrueerd. Het modernistische gebouw is in een ellipsvorm aangelegd. Aan de buitenkant van de muren vormen talrijke kleine openingen binnenin een enorm glas-in-loodraam. In 2007 werd de kerk erkend als Historisch Monument.
- Église Notre-Dame-de-la-Gloriette

Deze voormalige jezuïetenkerk werd tussen 1681 en 1689 gebouwd. Na de Franse Revolutie (1792) diende de kerk eerst een tijdje als abattoir en bood het tot 1810 onderdak aan een deel van de collectie van het Musée des Beaux-Arts van Caen. Na de ontbinding van de Abbaye aux Dames werd het hoofdaltaar uit wit marmer van de voormalige abdij verplaatst naar de kerk. De binneninrichting is in barokstijl.
- Église Saint-Nicolas

In de loop der tijden heeft deze romaanse kerk weinig of geen veranderingen ondergaan. Rond het einde van de 11e eeuw werd deze parochiekerk door de monniken van Saint-Étienne in de buitenwijk Bourg-l'Abbé van Caen neergezet. Rond de kerk is het oude kerkhof nog bewaard gebleven.
- Église Saint-Pierre

De bouw van deze kerk nam een aanvang in de 13e eeuw en evolueerde van hoog-gotiek via de gotisch-flamboyante stijl van de 14e eeuw naar de voltooiing van de kerk in de 16e eeuw in de renaissancestijl. De klokkentoren uit 1308 van ongeveer 80 m is een van de panoramische gezichtspunten van de stad. De spits ervan werd ook vernield tijdens de Tweede Wereldoorlog maar is ondertussen volledig gerestaureerd. Het schip en de zijbeuken zijn in gotische stijl opgetrokken. Vlak bij het altaar treft men een levensgroot beeld van Sint-Petrus, de patroonheilige van de kerk. De kapellen rond het koor zijn voorzien van rijkelijk versierde ornamenten in renaissancestijl. Ook aan de oostelijk gelegen koorafsluiting aan de buitenkant van de kerk kan men de overvloedig gedecoreerde renaissancestijl bewonderen.
- Église Saint-Étienne-Le-Vieux

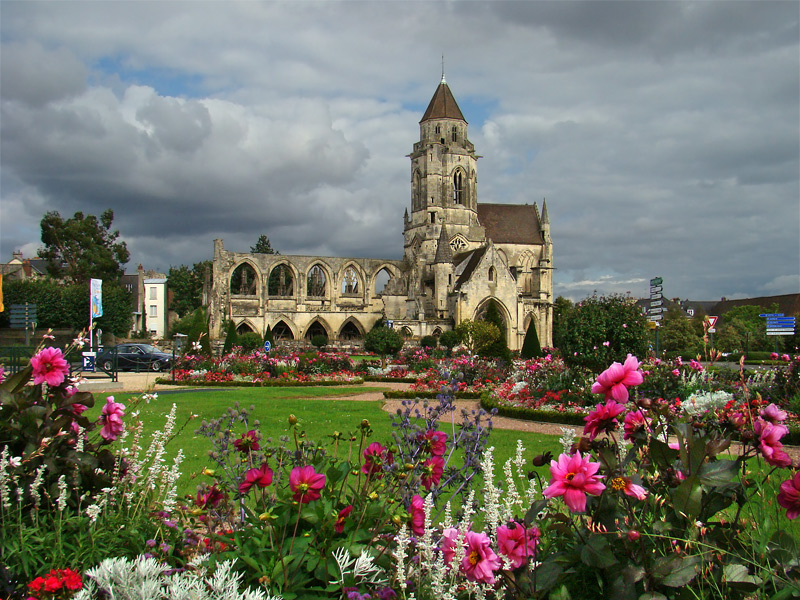
Église Saint-Étienne-le-Vieux

Deze van oorsprong romaanse kerk werd reeds in de eerste helft van de 11e eeuw gebouwd. De bijnaam "de oude" kreeg ze omdat vlak bij de Abbaye aux Hommes iets later ook een Saint-Étienne verrees. De kerk werd tijdens belegeringen van de Engelsen in 1346 en 1417 (Honderdjarige Oorlog) voor een deel verwoest. Het gebouw werd hernieuwd in de gotische stijl en voltooid in de 16e eeuw. Na de Franse Revolutie diende de kerk als stallingen voor paarden. In 1817 werd ze gered van de totale sloop. Door de bombardementen van de Tweede Wereldoorlog werd ze opnieuw platgegooid. Tegenwoordig resten er nog delen van de kerk en is ze gedeeltelijk een ruïne. Het transept, de klokkentoren en de zijbeuk aan de noordelijke kant staan nog recht.
- Église Saint-Michel de Vaucelles

Onder Willem de Veroveraar was er reeds in de 11e eeuw een heiligdom gewijd aan Saint-Michel op een heuveltje vlak bij waar nu het station is. In het begin van de 12e eeuw werd er dan een kerk gebouwd waarvan enkel de toren nog in de romaanse stijl is. Het spitse dak werd in de 14e eeuw toegevoegd. Het koor en een deel van de hoofdbeuk dateren uit de 15e eeuw en zijn in de gotisch-flamboyante stijl opgetrokken. De moderne glas-in-loodramen werden na de Tweede Wereldoorlog bijgeplaatst.

### Musea

#### Religieuze gebouwen met museale nevenfunctie
- Abbaye aux Hommes (Mannenabdij)

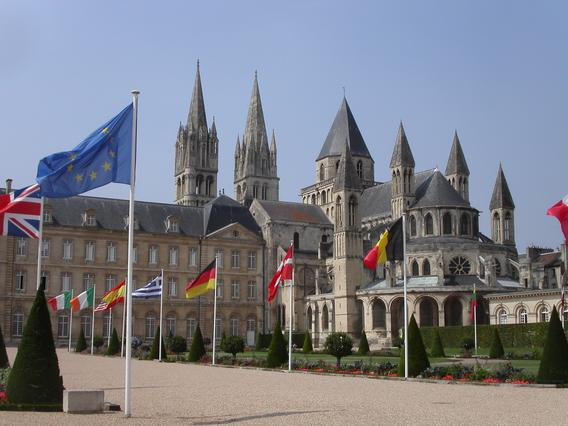
Abbaye aux Hommes in Caen

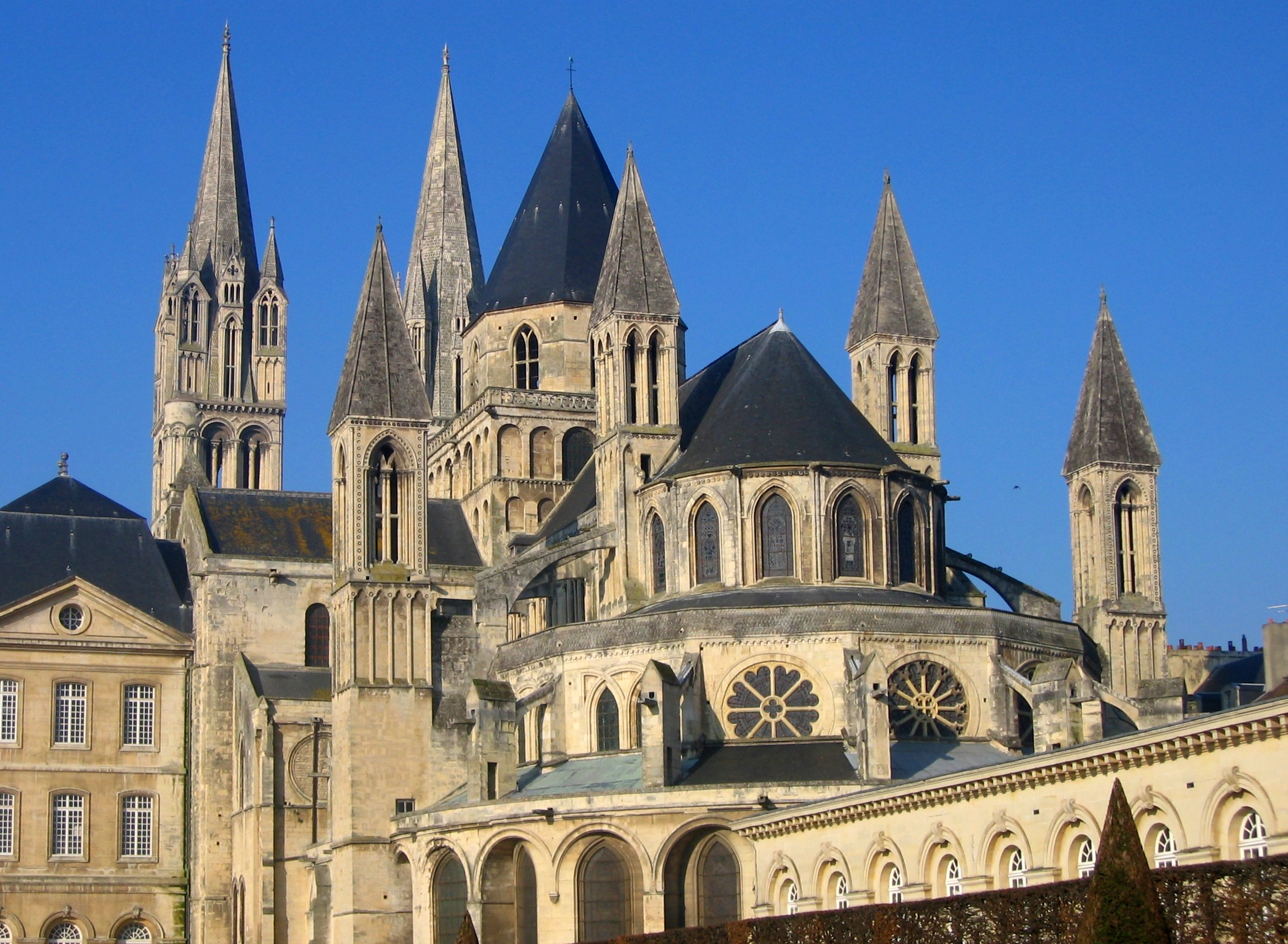
Achterkant van het Abbaye aux Hommes

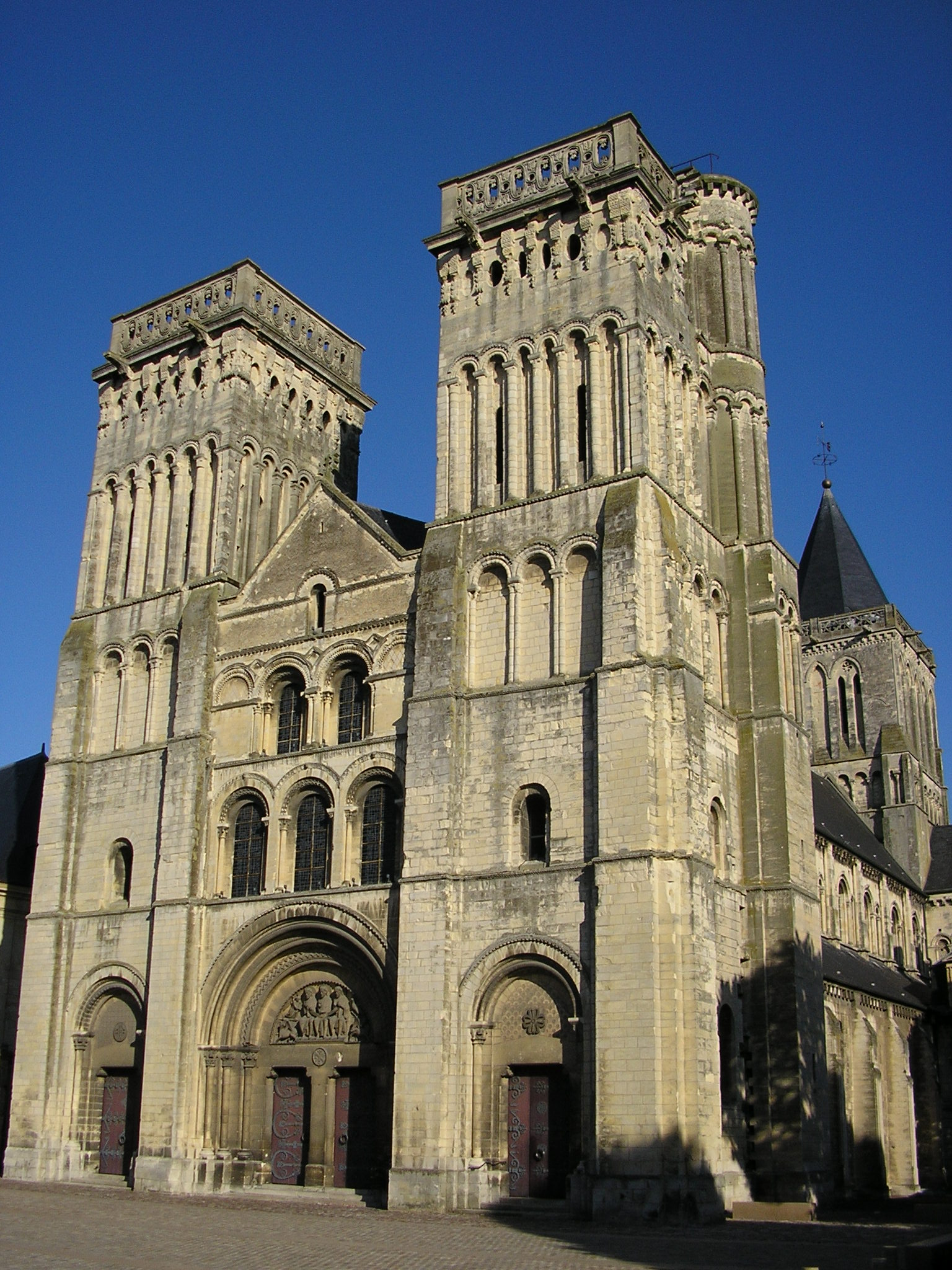
Abbaye aux Dames in Caen

Van het oorspronkelijke romaanse geheel dat in opdracht van Willem de Veroveraar (1063) ontworpen werd, rest zo goed als niets. De huidige gemeenteraadszaal (salle des Gardes) is een van de weinige restanten van de gotische bouw. Het huidige gebouw dateert uit het begin van de 18e eeuw. De monniken werden tijdens de Franse Revolutie gedwongen hun abdij te verlaten en later deed het gebouw dienst als lyceum tot de Tweede Wereldoorlog. Tijdens de oorlog en de bombardementen deed het kloostercomplex dienst als schuilplaats en onderkomen voor een deel van de burgerbevolking. In 1965 kocht het stadsbestuur het geheel en sindsdien fungeert het als stadhuis van Caen. Als bezoeker kan men de kapittelzaal, de refter en de kloostergangen bezichtigen. De houten lambriseringen en de staatsietrap met zijn smeedijzeren balustrade met bloemenmotief zijn opmerkelijk.
- Abdijkerk Saint-Étienne

Wat het abdijcomplex zo bijzonder maakt is dat ze samen met de abdijkerk een architecturale eenheid vormt ondanks hun verschillen in historische stijl en bouwstijl.
Het gebouw werd onder abt Lanfranc in 1077 officieel in gebruik genomen. De voorgevel (in natuursteen uit Caen) van deze romaanse kerk munt uit in haar soberheid; ze is bekroond met twee hoge torens waarvan de achthoekige gotische spitsen dateren uit de 13e eeuw. Ook binnenin is de homogene bouwstijl gekenmerkt door haar soberheid. De eenvoud ervan wordt weerspiegeld in het reusachtige schip met rondbogen. De lantaarntoren uit de 11e eeuw werd herbouwd in de 17e eeuw. Het 13e-eeuwse koor met straatkapellen is het vroegste voorbeeld van gotische bouwkunst in Normandië. In het koor rustten de stoffelijke resten (enkel een dijbeen) van de bouwheer, Willem de Veroveraar.
- Abbaye aux Dames (Vrouwenabdij)

Dit convent is de vrouwelijke tegenhanger van de Abbaye aux Hommes, opgericht door Mathilde van Vlaanderen, de echtgenote van Willem de Veroveraar in 1063. De abdij is in de 18e eeuw helemaal opgewaardeerd. Tijdens de Franse Revolutie werd ze als hospitaal en kazerne gebruikt. De kloostergang is bijna een replica van de mannenabdij. Er is een grote vestibule met een monumentale trap. Merkwaardig is ook de waskamer in een ovale vorm met schelpvormige wastafels in zwart marmer. Sinds 2016 is de abdij het hoofdkwartier van de Conseil Régional de Normandie, van 1986 tot 2015 was het eveneens de zetel van de regionale raad, maar dan deze van de voormalige regio Basse-Normandie.
- Abdijkerk de la Trinité

Een romaanse abdijkerk uit de 11e-12e eeuw in een pure, sobere stijl. De kerk werd in de 19e eeuw grondig gerestaureerd. Ze heeft een groot, helder schip in de witte hardsteen van Caen. De kapel aan de rechterkruisbeuk was de eigenlijke kapittelzaal van de abdij. In het midden van de kerk, vlak bij de koorkapellen kan men de zwartmarmeren graftombe van Mathilde terugvinden. Onder het koor bevindt zich nog een originele romaanse crypte.
- Cimétière Saint-Nicolas

Dit kerkhof dat in 1783 het licht zag, is geklasseerd als Historisch Monument. De grafstenen zijn overwoekerd en begroeid met klimop. Het kerkhof doet denken aan het 'romantische' Highgate-kerkhof in Londen. De plaats wordt ook als locatie voor films gebruikt.

#### Privémusea
- Musée de Normandie

Binnen de omwalling van het kasteel biedt de voormalige 17e-eeuwse gouverneurswoning onderdak aan het Musée de Normandie. Het is in hoofdzaak een volkskundig museum dat het archeologisch en historisch erfgoed van de streek in een juist perspectief weet te plaatsen. Je kan er een diachronische evolutie van gebruiksvoorwerpen (landbouw, textiel etc.) en ambachtelijke werkstukken die eigen zijn aan de streek zien. Er is ook een zaal die enkel in het teken staat van Normandisch kantwerk.
- Memoriaal

De inauguratie van dit vredesmonument vond plaats in 1988 door de toenmalige Franse president Mitterrand. Het gebouw staat op de fundamenten van een oude Duitse commandobunker uit de Tweede Wereldoorlog. Het centrum fungeert niet alleen als een museum maar is daarnaast ook een bezinningscentrum en een congrescentrum. Het complex draagt de universele vredesboodschap uit en wil de waanzin en de gruwelen van elke oorlog hekelen. Alle slachtoffers van de Tweede Wereldoorlog bij de landing van Normandië en bij uitbreiding van alle oorlogen worden hier herdacht. Het museum maakt een interactieve reis door de voorbije geschiedenis in beelden, geluidsfragmenten en teksten. Het eerste deel van het museumbezoek behandelt de periode vanaf de Eerste Wereldoorlog via de landing op de stranden van Normandië tot de atoombom op Hiroshima in 1945. Het tweede deel beschrijft de Koude Oorlog tot de val van de Berlijnse Muur. De bedoeling is dat alle moderne internationale conflicten en alle belangrijke vredesakkoorden aan bod komen in de vredeszaal. Er is ook een galerij die volledig gewijd is aan alle winnaars van de Nobelprijs voor de Vrede. Juist buiten het gebouw hebben de vroegere geallieerden elk een tuin aangelegd.

#### Stedelijke musea
- Musée des Beaux-Arts

Deze moderne museumconstructie is gesitueerd binnen de site van het kasteel en men kan er een collectie schilderijen van de 15e tot de 20e eeuw vinden. Er vallen verschillende Vlaamse Primitieven te bewonderen: Maagd met Kind van Rogier Van der Weyden en Huwelijk van een maagd van Perugino. De Italiaanse schilderkunst van de 15e en de 16e eeuw vormt een van de hoogtepunten van het bezoek. Namen als Tintoretto met een Kruisafneming, Veronese met de Verzoeking van Sint-Antonius  en Coriolanus van Guercino staan in deze zaal centraal. Drie andere zalen zijn gewijd aan de 17e-eeuwse Hollandse en Vlaamse meesters zoals Rubens, Van Dyck, Ruysdael en ook Franse kunstenaars als Poussin, de Champaigne en Vouet hebben er hun plaats. Voor de 18e eeuw ziet men landschappen en stillevens, mythologische taferelen van schilders uit de barok en het maniërisme zoals Tiepolo, Boucher, Rigaud en Locatelli. Op de benedenverdieping vindt men de zalen die in het teken staan van de 18e- en 19e-eeuwse kunst. Vertegenwoordigers uit de romantiek met Géricault en Delacroix hangen zij aan zij met realisten als Courbet en Corot. Normandische landschappen van impressionisten en post-impressionisten zoals Monet, Boudin, Vuillard en Van Dongen vallen ook te bekijken in deze collectie. Naast een zaal met moderne kunst, 20e en 21e eeuw biedt het museum onderdak aan een van de belangrijkste verzamelingen van prenten en gravures ter wereld in zijn prentenkabinet. In de vestingtuinen staan er her en der ook verschillende beeldhouwwerken van o.a. Rodin, Giacometti en Cabanes.

## Cultuur en ontspanning

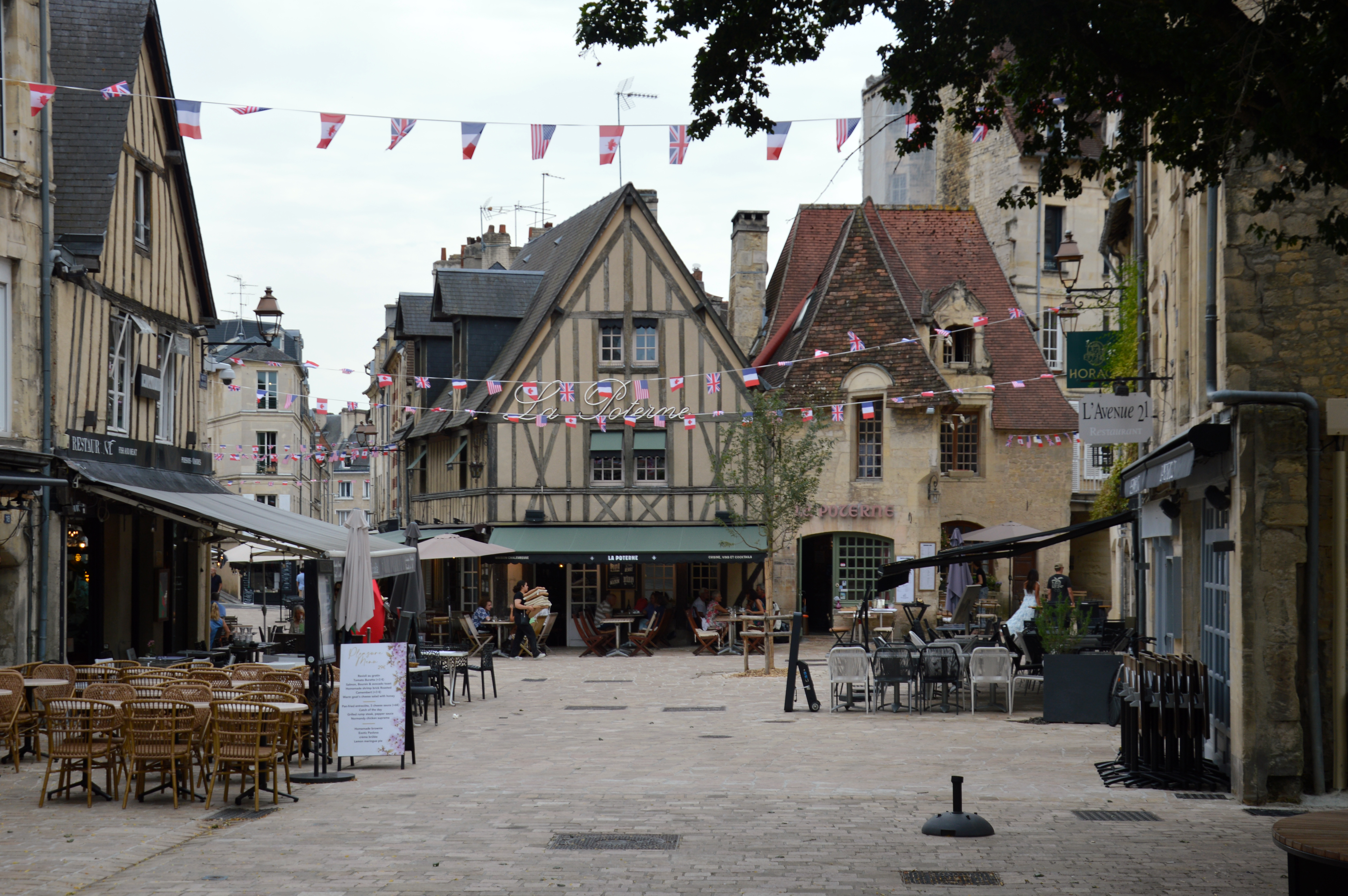
Straatbeeld in de wijk Vaugueux

### Winkelen
- Quartier du Vaugueux

Deze verkeersvrije winkelomgeving die bestaat uit een paar straten rond de Rue du Vaugueux ligt pal in het centrum aan de voet van het kasteel. Het is een oude volksbuurt en telt tal van pittoreske huizen met houten gevels uit de 16e en 17e eeuw afgewisseld met 18e-eeuwse huizen in natuursteen van Caen.

### Parken
- Jardin des Plantes (Plantentuin)

Deze tuin op een oppervlakte van 5000 m² bestond al in de 18e eeuw en is vlak naast een oude steengroeve gesitueerd. Ze heeft zo'n 8000 verschillende planten- en bomensoorten. Een duizendtal inheemse planten behoren tot de Normandie-collectie. Er is een tropische serre en een orangerie. In het park staan er Amerikaanse redwoods (sequoia's) en een honingboom (Sophora japonica) uit 1750 die geklasseerd is als Historisch monument.
- La Prairie

Vlak bij het kanaal van de Orne ligt La Prairie, een natuurweide met een grote botanische verscheidenheid en een grote vijver die tevens geklasseerd is als Historisch Monument. Al sinds de 12e eeuw ligt deze oorspronkelijke grasvlakte pal naast het centrum van de stad. Ze diende als pleisterplaats voor paarden en elk jaar streken de kermissen en jaarmarkten er neer.
- Hippodroom

Naast La Prairie bevindt zich de hippodroom (paardenrenbaan) met een piste van ongeveer 2 km. Er vinden geregeld drafrennen plaats.

### Sport
SM Caen is de belangrijkste voetbalclub uit de stad. De ploeg pendelt tussen Ligue 1 en Ligue 2. In het seizoen 2014-15 speelt de ploeg in de hoogste klasse van het Franse voetbal. SMC speelt in het Stade Michel d'Ornano. In 2014 was het stadion decor voor de zevende Wereldruiterspelen.
Caen was 36 keer etappeplaats in de wielerkoers Ronde van Frankrijk. Onder meer Wim van Est en Patrick Sercu wonnen in Caen. De Belg Remco Evenepoel was in 2025 er de voorlopig laatste ritwinnaar.

## Geboren
- François de Malherbe (1555-1628), dichter
- Daniel Auber (1782-1871), componist
- Eugène Poubelle (1831-1907), jurist, bestuurder en diplomaat
- Stanislas Lépine (1835-1892), kunstschilder
- Louise Lafendel (1872-1971), Zwitsers pedagoge
- Gabriel Dupont (1878-1914), componist
- Roger Grenier (1919-2017), schrijver en journalist
- Vincent Barteau (1962), wielrenner
- Alexandre Pichot (1983), wielrenner
- Youssef El-Arabi (1987), voetballer
- Benoît Costil (1987), voetballer
- Elliot Grandin (1987), voetballer
- Lucie Castets (1987), ambtenaar, politica

## Overleden
- Antoine Galland (1646-1715), archeoloog, arabist en oriëntalist
- Beau Brummell (1778-1840), Engelse leider van mode
- Charles Demolombe (1804-1887), jurist en hoogleraar

Aix-en-Provence · Amiens · Angers · Argenteuil · Besançon · Bordeaux · Boulogne-Billancourt · Brest · Caen · Clermont-Ferrand · Dijon · Grenoble · Le Havre · Le Mans · Limoges · Lyon · Marseille · Metz · Montpellier · Montreuil · Mulhouse · Nancy · Nantes · Nice · Nîmes · Orléans · Parijs · Perpignan · Reims · Rennes · Rijsel · Rouen · Saint-Denis (Réunion) · Saint-Denis (Seine-Saint-Denis) · Saint-Étienne · Saint-Paul · Straatsburg · Toulon · Toulouse · Tours · Villeurbanne